# Aardbeving Bohol 2013
De aardbeving op Bohol in 2013 was een aardbeving in de Filipijnen op 15 oktober 2013. Het epicentrum van de aardbeving, met een momentmagnitude (MW) van 7,2 lag enkele kilometers ten zuidoosten van de plaats Carmen in de Filipijnse provincie Bohol. Bij de aardbeving vielen meer dan 200 doden en raakten veel gebouwen op Bohol en het nabijgelegen Cebu beschadigd.
De beving vond plaats op 15 oktober 2013 om 8.12 uur lokale tijd. Gedurende een halve minuut trilde de bodem met grote kracht. Nadien werden nog tientallen naschokken waargenomen. De beving werd het hevigst gevoeld in Bohol en het nabijgelegen Cebu. Door het instorten van gebouwen en paniek naar aanleiding van de aardbeving kwamen in beide provincies meer dan honderd mensen om het leven. Volgens een opgave van de provinciale autoriteiten vielen er minstens 199 slachtoffers op Bohol, 13 op Cebu en was er ook een dode op Siquijor. Elf mensen worden nog vermist. Verder raakten ruim zevenhonderd mensen gewond. Bijna 3 miljoen mensen zijn op een of andere wijze geraakt door de gevolgen van de beving.
De aardbeving veroorzaakte ook veel materiële schade; schattingen in de weken na de ramp kwamen op meer dan 1,6 miljard peso. Met name op Bohol stortten enkele tienduizenden huizen in en raakten 18 wegen en 41 bruggen beschadigd door landverschuivingen. In Cebu City ontstond een brand op de vijfde verdieping van het Cebu Doctors University Hospital en stortte een deel van de tweede verdieping van het ziekenhuis in. Ook werden veel oude, Spaans-koloniale kerkgebouwen op Bohol en Cebu beschadigd of verwoest. De kerk in Loon uit 1850 werd geheel met de grond gelijk gemaakt, de 17e-eeuwse kerk in Loboc en de kerk van Baclayon uit 1724 zijn deels ingestort. Ook de klokkentoren van de Basilica minore del Santo Niño uit 1739 stortte in. Na de beving viel in de gehele provincie Bohol de elektriciteit uit. De provinciale besturen van zowel Cebu als Bohol riepen hun provincie later op de dag uit tot rampgebied.
De vorige keer dat een zware aardbeving Bohol trof, was in februari 1990. Die beving had een momentmagnitude van 6,8.

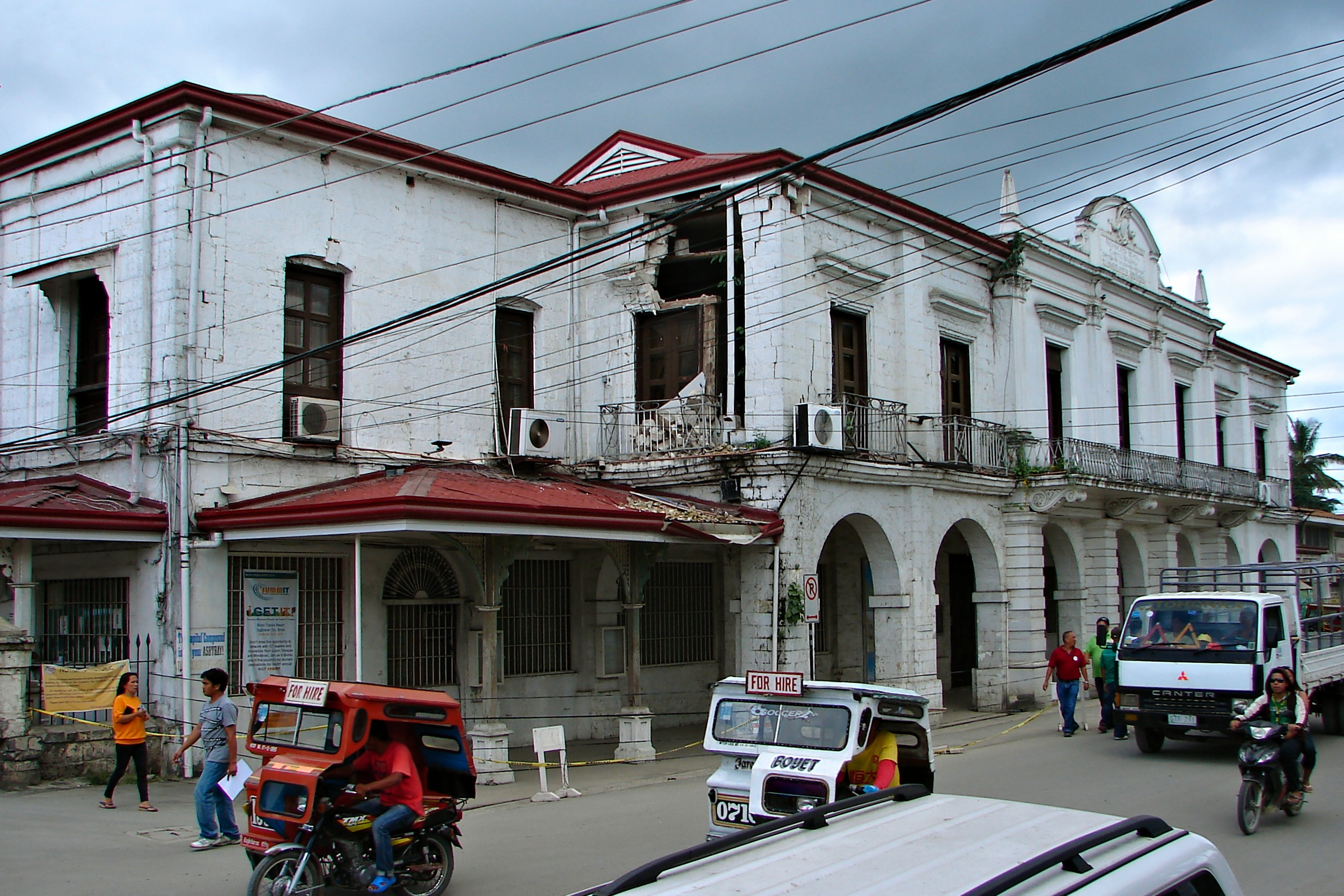
Beschadigd provinciale regeringsgebouw in Tagbilaran
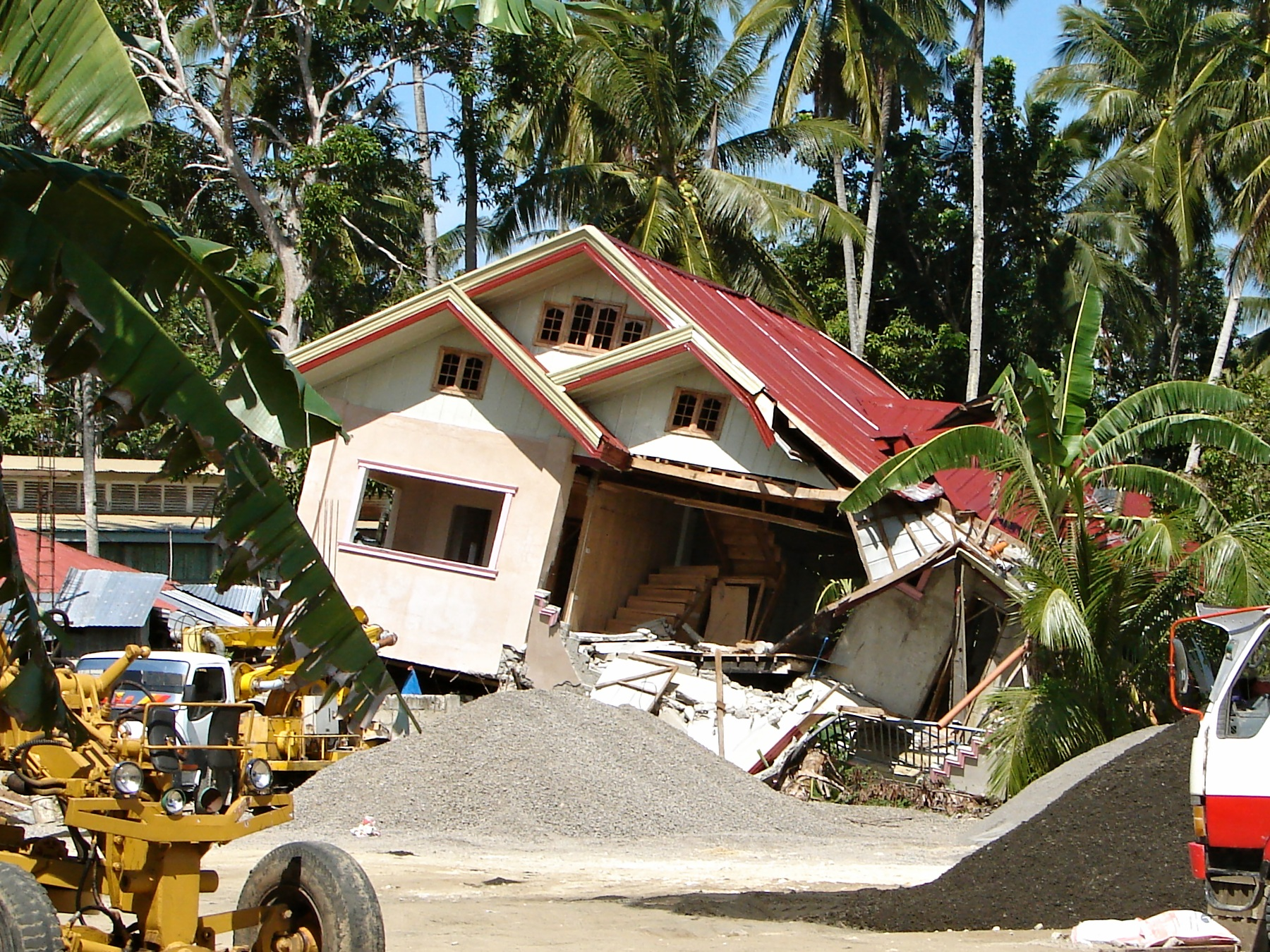
Verwoest huis in Tubigon
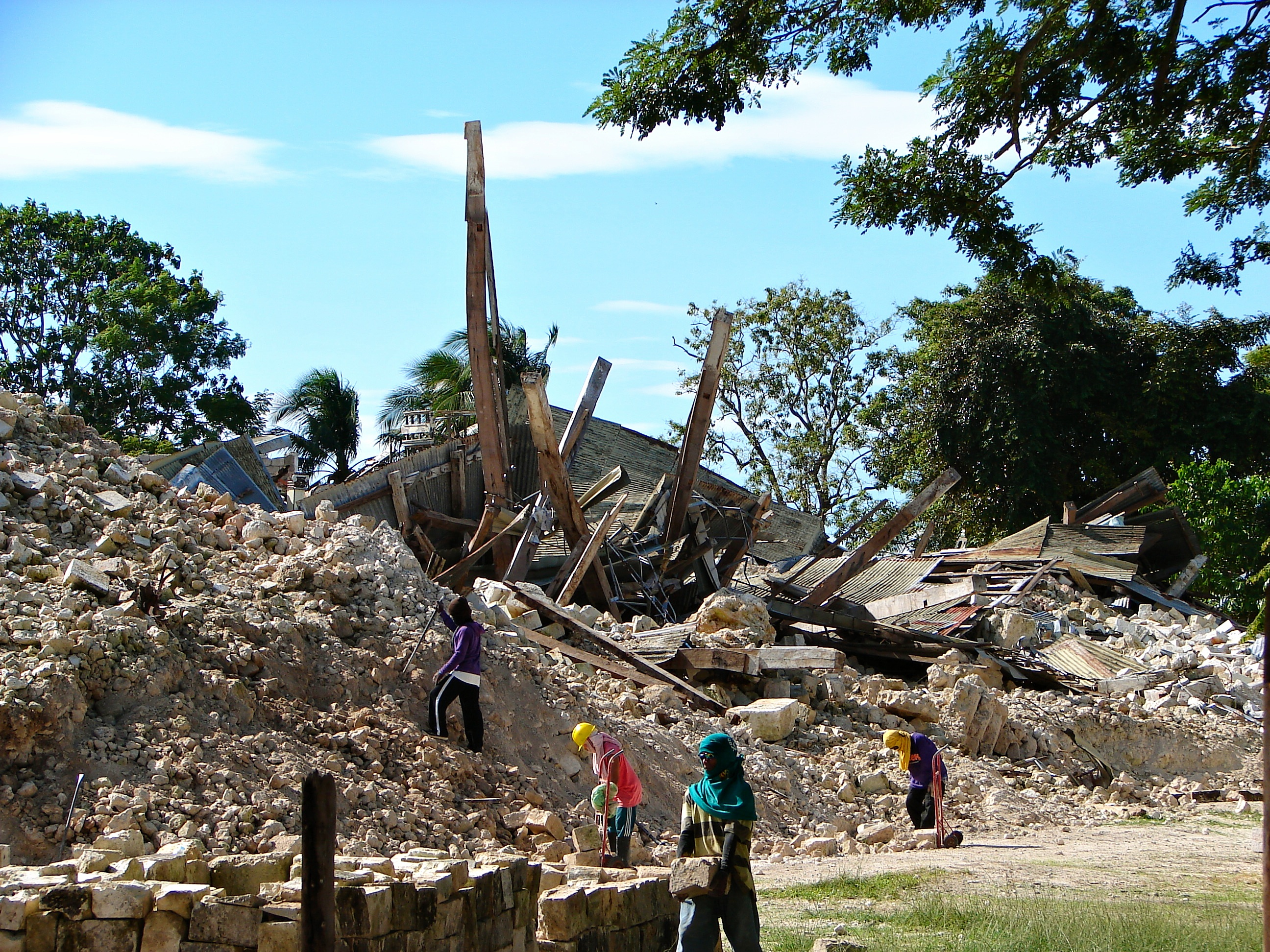
Verwoeste kerk in Loon
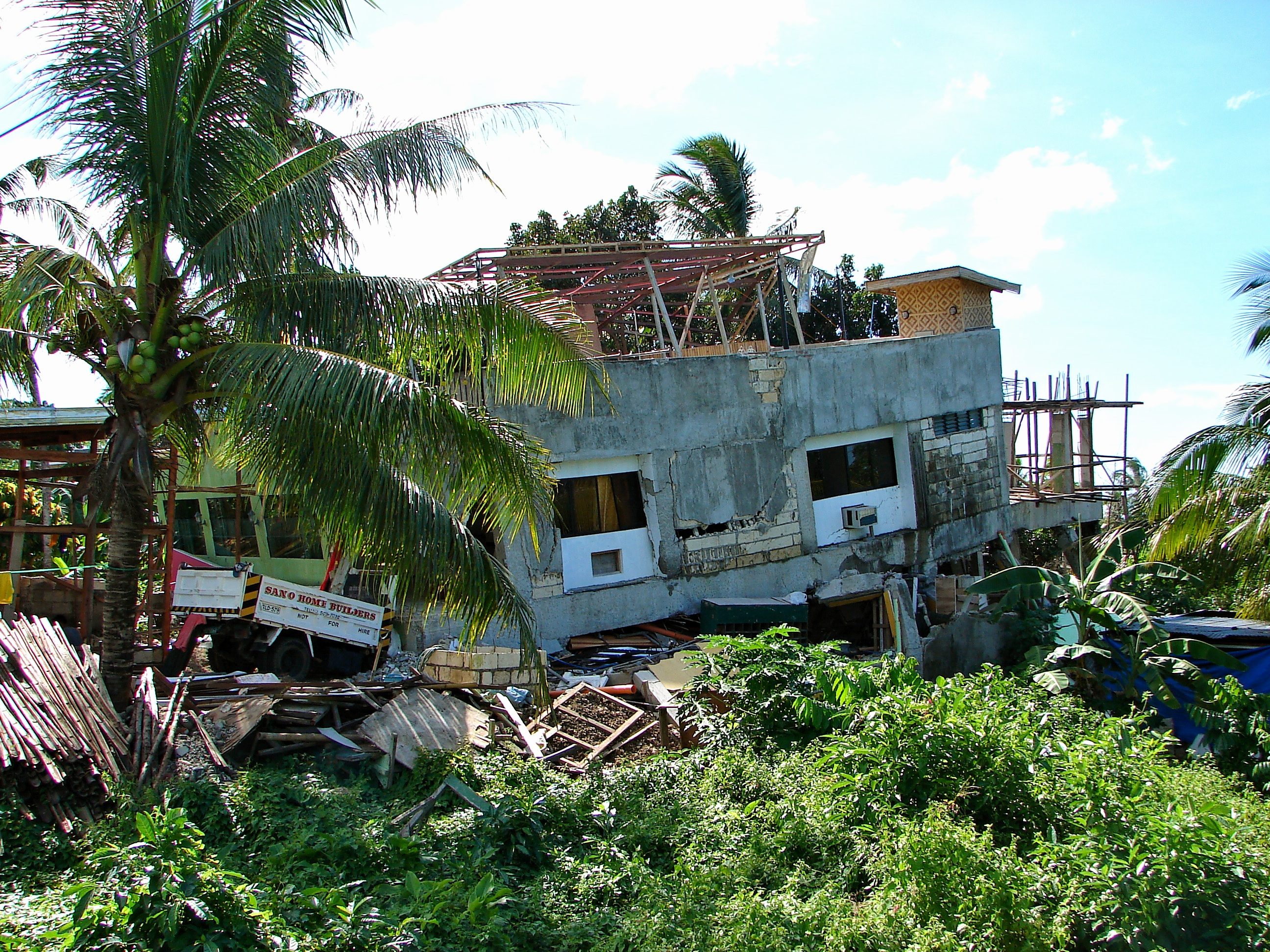
Verwoest kantoorgebouw in Loon